# Brea flavipes
Brea flavipes är en tvåvingeart som beskrevs av de Meijere 1913. Brea flavipes ingår i släktet Brea och familjen bredmunsflugor. Inga underarter finns listade i Catalogue of Life.